# Parleboscq
Parleboscq je naselje in občina v francoskem departmaju Landes regije Akvitanije. Naselje je leta 2009 imelo 506 prebivalcev.

## Geografija
Kraj leži v pokrajini Gaskonji 50 km vzhodno od Mont-de-Marsana. Na ozemlju občine izvira reka Estampon, 52 km dolg desni pritok Douze.

## Uprava
Občina Parleboscq skupaj s sosednjimi občinami Arx, Baudignan, Betbezer-d'Armagnac, Créon-d'Armagnac, Escalans, Estigarde, Gabarret, Herré, Lagrange, Losse, Lubbon, Mauvezin-d'Armagnac, Rimbez-et-Baudiets in Saint-Julien-d'Armagnac sestavlja kanton Gabarret s sedežem v Gabarretu. Kanton je sestavni del okrožja Mont-de-Marsan.

## Zanimivosti
- cerkev Notre-Dame de Sarran iz 12. do 14. stoletja,
- cerkev Saint-Cricq, Parleboscq, iz 13. do 16. stoletja,
- grad Château de Lacaze iz 14. do 19. stoletja.